# Liga de Naciones Femenina de la UEFA 2025
La Liga de Naciones Femenina de la UEFA 2025 es la segunda temporada de la Liga de Naciones Femenina de la UEFA, una competición internacional de fútbol femenino disputada por las selecciones absolutas femeninas de las asociaciones miembro de la UEFA.
Los resultados se utilizarán para determinar las ligas para la competición clasificatoria para la Copa Mundial Femenina de Fútbol de 2027.
La selección femenina de España es la campeona defensora de la competición.

## Formato
La competición comenzó con la fase liguera, con las selecciones nacionales divididas en tres ligas (A, B y C) según el ranking de coeficientes de la UEFA. Las ligas A y B contaron con 16 equipos en cuatro grupos de cuatro equipos, mientras que la Liga C contaron con 21 participantes con tres grupos de cuatro equipos y tres grupos de tres.
Los equipos de cada grupo jugaron entre sí de ida y vuelta en un formato de todos contra todos. Los cuatro ganadores de grupo de la Liga A avanzaron a las Finales de la Liga de Naciones Femenina, que contará con semifinales de un solo partido, un desempate por el tercer puesto y una final. Un sorteo abierto determinará los emparejamientos y los equipos locales para los partidos de semifinales, así como en qué semifinal sus equipos albergarán el partido por el tercer puesto y la final.
Además, la competición contará con ascensos y descensos, que entrarán en vigor en la clasificación para la Copa Mundial Femenina de Fútbol de 2027 (que utilizará una estructura de liga idéntica). Los campeones de grupo de las Ligas B y C ascenderán automáticamente, mientras que los cuartos clasificados de las Ligas A y B, así como el tercer clasificado de la Liga B con la clasificación más baja, descenderán automáticamente. Los partidos de ascenso y descenso también se llevarán a cabo de ida y vuelta, en paralelo con las Finales de la Liga de Naciones, con los ganadores yendo a la liga superior y los perdedores yendo a la liga inferior. Los equipos en tercer lugar de la Liga A jugarán contra los subcampeones de la Liga B, mientras que los tres equipos mejor clasificados en tercer lugar de la Liga B jugarán contra los tres mejores subcampeones de la Liga C. Los equipos de las ligas superiores serán cabezas de serie y jugarán el partido de vuelta en casa. En las eliminatorias de ida y vuelta, el equipo que marque más goles en el global es el ganador. Si el marcador global está empatado, se juega la prórroga (no se aplica la regla de los goles de visitante). Si el marcador permanece empatado después de la prórroga, se utiliza una tanda de penaltis para decidir el ganador.

### Desempates para la clasificación de grupos
Si dos o más equipos en el mismo grupo están empatados en puntos al finalizar la fase de liga, se aplican los siguientes criterios de desempate:
1. Mayor número de puntos obtenidos en los partidos disputados entre los equipos en cuestión;
2. Diferencia de goles superior en partidos jugados entre los equipos en cuestión;
3. Mayor número de goles marcados en los partidos disputados entre los equipos en cuestión;
4. Si, después de haber aplicado los criterios 1 a 3, los equipos aún tienen la misma clasificación, los criterios 1 a 3 se vuelven a aplicar exclusivamente a los partidos entre los equipos en cuestión para determinar su clasificación final. Si este procedimiento no conduce a una decisión, se aplican los criterios 5 a 11;
5. Diferencia de goles superior en todos los partidos de grupo;
6. Mayor número de goles marcados en todos los partidos de grupo;
7. Mayor número de goles fuera de casa marcados en todos los partidos de grupo;
8. Mayor número de victorias en todos los partidos de grupo;
9. Mayor número de victorias fuera de casa en todos los partidos de grupo;
10. Menor total de puntos disciplinarios en todos los partidos de grupo (1 punto por una única tarjeta amarilla, 3 puntos por tarjeta roja como consecuencia de dos tarjetas amarillas, 3 puntos por tarjeta roja directa, 4 puntos por tarjeta amarilla seguida de roja directa tarjeta).
11. Posición en el ranking de coeficientes de selecciones nacionales femeninas de la UEFA.

Nota
Cuando hay dos o más equipos empatados a puntos, se aplican los criterios 1 a 3. Después de aplicar estos criterios, pueden definir la posición de algunos de los equipos involucrados, pero no de todos. Por ejemplo, si hay un empate a tres puntos, la aplicación de los tres primeros criterios solo puede romper el empate para uno de los equipos, dejando a los otros dos equipos aún empatados. En este caso, se reanuda el procedimiento de desempate, desde el principio, para aquellos equipos que continúan empatados.

### Criterios para la clasificación de la liga
Las clasificaciones de ligas individuales se establecen de acuerdo con los siguientes criterios:
1. Posición en el grupo;
2. Mayor número de puntos;
3. Diferencia de goles superior;
4. Mayor número de goles marcados;
5. Mayor número de goles marcados fuera de casa;
6. Mayor número de victorias;
7. Mayor número de victorias fuera de casa;
8. Total de puntos disciplinarios más bajos (1 punto por una sola tarjeta amarilla, 3 puntos por una tarjeta roja como consecuencia de dos tarjetas amarillas, 3 puntos por una tarjeta roja directa, 4 puntos por una tarjeta amarilla seguida de una tarjeta roja directa).
9. Posición en el ranking de coeficientes de selecciones nacionales femeninas de la UEFA.

Para clasificar a los equipos de la Liga C, que pueden estar compuestos por grupos de diferentes tamaños, los resultados contra los cuartos clasificados en estas ligas no se tienen en cuenta a efectos de comparar los equipos clasificados primero, segundo y tercero en sus respectivos grupos.
La clasificación de los cuatro mejores equipos de la Liga A está determinada por su clasificación en las Finales de la Liga de Naciones Femenina de la UEFA.

### Criterios para la clasificación general
La clasificación general de la Liga de Naciones Femenina de la UEFA se establece de la siguiente manera:
1. Los 16 equipos de la Liga A están clasificados del 1 al 16 según la clasificación de su liga.
2. Los 16 equipos de la Liga B están clasificados del 17 al 32 según la clasificación de su liga.
3. Los equipos de la Liga C se ubican en el puesto 33 en adelante según la clasificación de su liga.

## Cronograma
La competencia se jugará desde septiembre de 2023 hasta febrero de 2024. Comenzará con la fase de liga y terminará con las Finales de la Liga de Naciones Femenina y los partidos de ascenso y descenso jugados en paralelo. A continuación se muestra el calendario de la Liga de Naciones Femenina de la UEFA 2023-24.
| Fase                            | Ronda              | Fechas de partidos                     |
| ------------------------------- | ------------------ | -------------------------------------- |
| Fase de liga                    | Jornada 1          | 21 de febrero de 2025                  |
| Fase de liga                    | Jornada 2          | 25–26 de febrero de 2025               |
| Fase de liga                    | Jornada 3          | 4 de abril de 2025                     |
| Fase de liga                    | Jornada 4          | 8 de abril de 2025                     |
| Fase de liga                    | Jornada 5          | 30 de mayo de 2025                     |
| Fase de liga                    | Jornada 6          | 3 de junio de 2025                     |
| Finales                         | Semifinales        | 20–28 de octubre de 2025               |
| Finales                         | Tercer puesto      | 26 de noviembre–2 de diciembre de 2025 |
| Finales                         | Final              | 26 de noviembre–2 de diciembre de 2025 |
| Promoción de ascenso y descenso | Partidos de ida    | 20–28 de octubre de 2025               |
| Promoción de ascenso y descenso | Partidos de vuelta | 20–28 de octubre de 2025               |

## Sorteo
Las ligas se formaron según la clasificación general de la fase de clasificación europea femenina, y se clasificaron en bombos según la misma clasificación.
Gibraltar y Liechtenstein participaron por primera vez, tras no haber participado en la edición anterior. Este será el primer torneo internacional oficial de competición para ambas selecciones femeninas.
A Rusia no se le permitió participar en la competición, ya que los equipos rusos fueron suspendidos indefinidamente de las competiciones de la UEFA y la FIFA desde el 28 de febrero de 2022 debido a la invasión de Ucrania por parte de su país.
San Marino no se inscribió en la competición.
| Pot | Equipo       | Rank | Anterior    |
| --- | ------------ | ---- | ----------- |
| 1   | España       | 1    |             |
| 1   | Alemania     | 2    |             |
| 1   | Francia      | 3    |             |
| 1   | Italia       | 4    |             |
| 2   | Islandia     | 5    |             |
| 2   | Dinamarca    | 6    |             |
| 2   | Inglaterra   | 7    |             |
| 2   | Países Bajos | 8    |             |
| 3   | Suecia       | 9    |             |
| 3   | Noruega      | 10   |             |
| 3   | Austria      | 11   |             |
| 3   | Bélgica      | 12   |             |
| 4   | Portugal     | 13   | Crecimiento |
| 4   | Escocia      | 14   | Crecimiento |
| 4   | Suiza        | 15   | Crecimiento |
| 4   | Gales        | 16   | Crecimiento |

| Pot | Equipo               | Rank | Anterior      |
| --- | -------------------- | ---- | ------------- |
| 1   | Finlandia            | 17   | Decrecimiento |
| 1   | República Checa      | 18   | Decrecimiento |
| 1   | Irlanda              | 19   | Decrecimiento |
| 1   | Polonia              | 20   | Decrecimiento |
| 2   | Serbia               | 21   |               |
| 2   | Ucrania              | 22   |               |
| 2   | Irlanda del Norte    | 23   |               |
| 2   | Turquía              | 24   |               |
| 3   | Croacia              | 25   |               |
| 3   | Hungría              | 26   |               |
| 3   | Bosnia y Herzegovina | 27   |               |
| 3   | Eslovenia            | 28   |               |
| 4   | Rumania              | 29   | Crecimiento   |
| 4   | Bielorrusia          | 30   | Crecimiento   |
| 4   | Grecia               | 31   | Crecimiento   |
| 4   | Albania              | 32   | Crecimiento   |

| Pot | Equipo              | Rank | Anterior      |
| --- | ------------------- | ---- | ------------- |
| 1   | Eslovaquia          | 33   | Decrecimiento |
| 1   | Azerbaiyán          | 34   | Decrecimiento |
| 1   | Malta               | 35   | Decrecimiento |
| 1   | Israel              | 36   | Decrecimiento |
| 1   | Kosovo              | 37   | Decrecimiento |
| 1   | Luxemburgo          | 38   |               |
| 2   | Montenegro          | 39   |               |
| 2   | Georgia             | 40   |               |
| 2   | Bulgaria            | 41   |               |
| 2   | Letonia             | 42   |               |
| 2   | Islas Feroe         | 43   |               |
| 2   | Armenia             | 44   |               |
| 3   | Macedonia del Norte | 45   |               |
| 3   | Estonia             | 46   |               |
| 3   | Lituania            | 47   |               |
| 3   | Kazajistán          | 48   |               |
| 3   | Moldavia            | 49   |               |
| 3   | Chipre              | 50   |               |
| 4   | Andorra             | 51   |               |
| 4   | Gibraltar           | 52   |               |
| 4   | Liechtenstein       | 53   |               |

## Liga A

### Grupo A1
| Pos. | Equipo       | Pts. | PJ | G | E | P | GF | GC | Dif. | Clasificación o descenso     |
| ---- | ------------ | ---- | -- | - | - | - | -- | -- | ---- | ---------------------------- |
| 1    | Alemania     | 16   | 6  | 5 | 1 | 0 | 26 | 4  | +22  | Clasifica a las finales      |
| 2    | Países Bajos | 11   | 6  | 3 | 2 | 1 | 11 | 10 | +1   |                              |
| 3    | Austria      | 6    | 6  | 2 | 0 | 4 | 5  | 16 | −11  | Play-offs por la permanencia |
| 4    | Escocia (D)  | 1    | 6  | 0 | 1 | 5 | 3  | 15 | −12  | Desciende a la Liga B        |

 Fuente: UEFA
| 21 de febrero de 2025 | Austria          | 1:0 (1:0) | Escocia | Josko Arena, Ried im Innkreis                            |                                                          |
| 18:00 (CET)           | Purtscheller 14' | Reporte   |         | Asistencia: 1750 espectadores Árbitra: Silvia Gasperotti | Asistencia: 1750 espectadores Árbitra: Silvia Gasperotti |

| 21 de febrero de 2025 | Países Bajos         | 2:2 (1:1) | Alemania                    | Estadio Rat Verlegh, Breda                            |                                                       |
| 20:45 (CET)           | Beerensteyn 13', 66' | Reporte   | Schüller 45+1' · Nüsken 50' | Asistencia: 11 013 espectadores Árbitra: Maria Caputi | Asistencia: 11 013 espectadores Árbitra: Maria Caputi |

| 25 de febrero de 2025 | Alemania                                                  | 4:1 (1:1) | Austria       | Max-Morlock-Stadion, Núremberg                           |                                                          |
| 18:15 (CET)           | Freigang 39' · Dallmann 55' · Hoffmann 70' · Endemann 82' | Reporte   | Schasching 3' | Asistencia: 14 394 espectadores Árbitra: Ivana Martinčić | Asistencia: 14 394 espectadores Árbitra: Ivana Martinčić |

| 25 de febrero de 2025 | Escocia    | 1:2 (1:0) | Países Bajos                | Hampden Park, Glasgow                                     |                                                           |
| 20:30 CET)            | Lawton 34' | Reporte   | Beerensteyn 54' · Grant 64' | Asistencia: 3183 espectadores Árbitra: Stéphanie Frappart | Asistencia: 3183 espectadores Árbitra: Stéphanie Frappart |

| 4 de abril de 2025 | Países Bajos                                  | 3:1 (1:0) | Austria        | Erve Asito, Almelo                                         |                                                            |
| 20:00 (CEST)       | Groenen 12' · Egurrola 48' · Spitse 76' (pen) | Reporte   | Plattner 90+4' | Asistencia: 9039 espectadores Árbitra: Désirée Grundbacher | Asistencia: 9039 espectadores Árbitra: Désirée Grundbacher |

| 4 de abril de 2025 | Escocia | 0:4 (0:2) | Alemania                                        | Tannadice Park, Dundee                               |                                                      |
| 20:35 (CEST)       |         | Reporte   | Senß 2' · Howard 21' · Zicai 57' · Schüller 59' | Asistencia: 6172 espectadores Árbitra: Tess Olofsson | Asistencia: 6172 espectadores Árbitra: Tess Olofsson |

| 8 de abril de 2025 | Austria          | 1:3 (1:1) | Países Bajos                                | Stadion Schnabelholz, Altach                        |                                                     |
| 18:15 (CEST)       | Hickelsberger 9' | Reporte   | Kaptein 10' · Van de Donk 57' · Miedema 69' | Asistencia: 2350 espectadores Árbitra: Ewa Augustyn | Asistencia: 2350 espectadores Árbitra: Ewa Augustyn |

| 8 de abril de 2025 | Alemania                                               | 6:1 (0:1) | Escocia  | Volkswagen-Arena, Wolfsburgo                           |                                                        |
| 17:45 (CEST)       | Cerci 51', 56', 76' · Hoffmann 63', 65' · Freigang 67' | Reporte   | Weir 40' | Asistencia: 16 102 espectadores Árbitra: Jana Adámková | Asistencia: 16 102 espectadores Árbitra: Jana Adámková |

| 30 de mayo de 2025 | Alemania                                     | 4:0 (2:0) | Países Bajos | Weserstadion, Bremen                                |                                                     |
| 20:30 (CEST)       | Dallmann 9' · Schüller 25', 48' · Linder 45' | Reporte   |              | Asistencia: 32 398 espectadores Árbitra: Alina Peşu | Asistencia: 32 398 espectadores Árbitra: Alina Peşu |

| 30 de mayo de 2025 | Escocia | 0:1 (0:0) | Austria           | Hampden Park, Glasgow                                      |                                                            |
| 20:35 (CEST)       |         | Reporte   | Hickelsberger 62' | Asistencia: 4063 espectadores Árbitra: Marta Huerta de Aza | Asistencia: 4063 espectadores Árbitra: Marta Huerta de Aza |

| 3 de junio de 2025 | Austria | 0:6 (0:6) | Alemania                                                            | Viola Park, Viena                                       |                                                         |
| 20:30 (CEST)       |         | Reporte   | Lohmann 1', 39' · Schüller 9' · Cerci 26' · Bühl 31' · Freigang 43' | Asistencia: 5150 espectadores Árbitra: Ivana Projkovska | Asistencia: 5150 espectadores Árbitra: Ivana Projkovska |

| 3 de junio de 2025 | Países Bajos | 1:1 (1:1) | Escocia      | Estadio Koning Willem II, Tilburg                        |                                                          |
| 20:30 (CEST)       | Roord 10'    | Reporte   | McGovern 27' | Asistencia: 8180 espectadores Árbitra: Silvia Gasperotti | Asistencia: 8180 espectadores Árbitra: Silvia Gasperotti |

### Grupo A2
| Pos. | Equipo    | Pts. | PJ | G | E | P | GF | GC | Dif. | Clasificación o descenso     |
| ---- | --------- | ---- | -- | - | - | - | -- | -- | ---- | ---------------------------- |
| 1    | Francia   | 18   | 6  | 6 | 0 | 0 | 14 | 2  | +12  | Clasifica a las finales      |
| 2    | Noruega   | 8    | 6  | 2 | 2 | 2 | 4  | 5  | −1   |                              |
| 3    | Islandia  | 4    | 6  | 0 | 4 | 2 | 6  | 9  | −3   | Play-offs por la permanencia |
| 4    | Suiza (D) | 2    | 6  | 0 | 2 | 4 | 4  | 12 | −8   | Desciende a la Liga B        |

 Fuente: UEFA
| 21 de febrero de 2025 | Suiza | 0:0     | Islandia | Letzigrund, Zúrich                                   |                                                      |
| 19:00 (CET)           |       | Reporte |          | Asistencia: 7718 espectadores Árbitra: Jana Adámková | Asistencia: 7718 espectadores Árbitra: Jana Adámková |

| 21 de febrero de 2025 | Francia    | 1:0 (0:0) | Noruega | Stadium de Toulouse, Toulouse                          |                                                        |
| 21:10 (CET)           | Katoto 73' | Reporte   |         | Asistencia: 15 024 espectadores Árbitra: Cheryl Foster | Asistencia: 15 024 espectadores Árbitra: Cheryl Foster |

| 25 de febrero de 2025 | Noruega                         | 2:1 (0:0) | Suiza            | Viking Stadion, Stavanger                                  |                                                            |
| 18:00 (CET)           | Terland 74' · Graham Hansen 87' | Reporte   | Schertenleib 83' | Asistencia: 3713 espectadores Árbitra: Marta Huerta de Aza | Asistencia: 3713 espectadores Árbitra: Marta Huerta de Aza |

| 25 de febrero de 2025 | Francia                                | 3:2 (2:1) | Islandia                                 | Stade Marie-Marvingt, Le Mans                     |                                                   |
| 21:10 (CET)           | Diani 23' · Katoto 28' · Baltimore 65' | Reporte   | Vilhjálmsdóttir 37' · Sigurðardóttir 68' | Asistencia: 8559 espectadores Árbitra: Alina Peşu | Asistencia: 8559 espectadores Árbitra: Alina Peşu |

| 4 de abril de 2025 | Islandia | 0:0     | Noruega | Valbjarnarvöllur, Reikiavik                             |                                                         |
| 18:45 (CEST)       |          | Reporte |         | Asistencia: 906 espectadores Árbitra: Silvia Gasperotti | Asistencia: 906 espectadores Árbitra: Silvia Gasperotti |

| 4 de abril de 2025 | Suiza | 0:2 (0:2) | Francia                   | Kybunpark, San Galo                                      |                                                          |
| 20:00 (CEST)       |       | Reporte   | Baltimore 15' · Bacha 43' | Asistencia: 11 011 espectadores Árbitra: Catarina Campos | Asistencia: 11 011 espectadores Árbitra: Catarina Campos |

| 8 de abril de 2025 | Islandia                        | 3:3 (1:2) | Suiza                                            | Valbjarnarvöllur, Reikiavik                          |                                                      |
| 18:45 (CEST)       | Vilhjálmsdóttir 45+4', 50', 62' | Reporte   | Reuteler 2' · Vallotto 17' · Gunnlaugsdóttir 46' | Asistencia: 870 espectadores Árbitra: Frida Klarlund | Asistencia: 870 espectadores Árbitra: Frida Klarlund |

| 8 de abril de 2025 | Noruega | 0:2 (0:0) | Francia                   | Ullevaal Stadion, Oslo                                 |                                                        |
| 19:00 (CEST)       |         | Reporte   | Baltimore 76' · Matéo 85' | Asistencia: 7071 espectadores Árbitra: Katalin Kulcsár | Asistencia: 7071 espectadores Árbitra: Katalin Kulcsár |

| 30 de mayo de 2025 | Francia                                                 | 4:0 (3:0) | Suiza | Stade Marcel Picot, Tomblaine                               |                                                             |
| 21:10 (CEST)       | Matéo 11' · De Almeida 16' · Baltimore 19' · Geyoro 56' | Reporte   |       | Asistencia: 12 359 espectadores Árbitra: Iuliana Demetrescu | Asistencia: 12 359 espectadores Árbitra: Iuliana Demetrescu |

| 30 de mayo de 2025 | Noruega          | 1:1 (0:1) | Islandia       | Lerkendal Stadion, Trondheim                               |                                                            |
| 20:00 (CEST)       | Viggósdóttir 83' | Reporte   | Jónsdóttir 16' | Asistencia: 7158 espectadores Árbitra: Olatz Rivera Olmedo | Asistencia: 7158 espectadores Árbitra: Olatz Rivera Olmedo |

| 3 de junio de 2025 | Islandia | 0:2 (0:0) | Francia                    | Laugardalsvöllur, Reikiavik                           |                                                       |
| 20:00 (CEST)       |          | Reporte   | Baltimore 74' · Geyoro 85' | Asistencia: 2132 espectadores Árbitra: Emanuela Rusta | Asistencia: 2132 espectadores Árbitra: Emanuela Rusta |

| 3 de junio de 2025 | Suiza | 0:1 (0:1) | Noruega     | Stade de Tourbillon, Sion                           |                                                     |
| 20:00 (CEST)       |       | Reporte   | Bøe Risa 4' | Asistencia: 6888 espectadores Árbitra: Maria Caputi | Asistencia: 6888 espectadores Árbitra: Maria Caputi |

### Grupo A3
| Pos. | Equipo       | Pts. | PJ | G | E | P | GF | GC | Dif. | Clasificación o descenso     |
| ---- | ------------ | ---- | -- | - | - | - | -- | -- | ---- | ---------------------------- |
| 1    | España       | 15   | 6  | 5 | 0 | 1 | 21 | 8  | +13  | Clasifica a las finales      |
| 2    | Inglaterra   | 10   | 6  | 3 | 1 | 2 | 16 | 6  | +10  |                              |
| 3    | Bélgica      | 6    | 6  | 2 | 0 | 4 | 9  | 16 | −7   | Play-offs por la permanencia |
| 4    | Portugal (D) | 4    | 6  | 1 | 1 | 4 | 5  | 21 | −16  | Desciende a la Liga B        |

 Fuente: UEFA
| 21 de febrero de 2025 | España                                        | 3:2 (0:1) | Bélgica                   | Estadio Ciudad de Valencia, Valencia                  |                                                       |
| 18:45 (CET)           | Pina 77' · García 90+2' · Martín-Prieto 90+6' | Reporte   | Toloba 18' · Wullaert 72' | Asistencia: 9369 espectadores Árbitra: Frida Klarlund | Asistencia: 9369 espectadores Árbitra: Frida Klarlund |

| 21 de febrero de 2025 | Portugal     | 1:1 (0:1) | Inglaterra | Estadio Municipal de Portimão, Portimão                 |                                                         |
| 20:45 (CET)           | Nazareth 76' | Reporte   | Russo 15'  | Asistencia: 3221 espectadores Árbitra: Ivana Projkovska | Asistencia: 3221 espectadores Árbitra: Ivana Projkovska |

| 26 de febrero de 2025 | Bélgica | 0:1 (0:0) | Portugal   | Den Dreef Stadion, Lovaina                            |                                                       |
| 20:15 (CET)           |         | Reporte   | Carole 50' | Asistencia: 3836 espectadores Árbitra: Eleni Antoniou | Asistencia: 3836 espectadores Árbitra: Eleni Antoniou |

| 26 de febrero de 2025 | Inglaterra | 1:0 (1:0) | España | Estadio de Wembley, Londres                            |                                                        |
| 21:00 (CET)           | Park 33'   | Reporte   |        | Asistencia: 46 550 espectadores Árbitra: Tess Olofsson | Asistencia: 46 550 espectadores Árbitra: Tess Olofsson |

| 4 de abril de 2025 | Portugal                     | 2:4 (1:3) | España                                                  | Estadio Capital do Móvel, Paços de Ferreira               |                                                           |
| 20:45 (CEST)       | Amado 27' · Carole 56' (pen) | Reporte   | Guijarro 25' · Aleixandri 40' · Pina 43' · González 89' | Asistencia: 5225 espectadores Árbitra: Iuliana Demetrescu | Asistencia: 5225 espectadores Árbitra: Iuliana Demetrescu |

| 4 de abril de 2025 | Inglaterra                                                          | 5:0 (2:0) | Bélgica | Ashton Gate Stadium, Bristol                                 |                                                              |
| 21:00 (CEST)       | Bronze 21' · Bright 45+1' · Beever-Jones 67' · Park 78' · Walsh 88' | Reporte   |         | Asistencia: 23 202 espectadores Árbitra: Marta Huerta de Aza | Asistencia: 23 202 espectadores Árbitra: Marta Huerta de Aza |

| 8 de abril de 2025 | España                                                                             | 7:1 (4:0) | Portugal    | Estadio de Balaídos, Vigo                                   |                                                             |
| 21:00 (CEST)       | Paralluelo 2' · Bonmatí 8', 12' · Putellas 28', 51' · Caldentey 47' · González 60' | Reporte   | Fonseca 71' | Asistencia: 15 526 espectadores Árbitra: Stéphanie Frappart | Asistencia: 15 526 espectadores Árbitra: Stéphanie Frappart |

| 8 de abril de 2025 | Bélgica                              | 3:2 (3:1) | Inglaterra                    | Den Dreef Stadion, Lovaina                          |                                                     |
| 20:30 (CEST)       | Wullaert 4', 29' · Vanhaevermaet 16' | Reporte   | Mead 35' (pen) · Agyemang 81' | Asistencia: 6253 espectadores Árbitra: Maria Caputi | Asistencia: 6253 espectadores Árbitra: Maria Caputi |

| 30 de mayo de 2025 | Bélgica       | 1:5 (0:1) | España                                                  | Den Dreef Stadion, Lovaina                          |                                                     |
| 20:30 (CEST)       | De Caigny 88' | Reporte   | González 34', 64' · Del Castillo 78', 79' · Redondo 85' | Asistencia: 8054 espectadores Árbitra: Ewa Augustyn | Asistencia: 8054 espectadores Árbitra: Ewa Augustyn |

| 30 de mayo de 2025 | Inglaterra                                                   | 6:0 (5:0) | Portugal | Estadio de Wembley, Londres                             |                                                         |
| 20:45 (CEST)       | Beever-Jones 3', 26', 33' · Bronze 5' · Mead 29' · Kelly 62' | Reporte   |          | Asistencia: 48 531 espectadores Árbitra: Frida Klarlund | Asistencia: 48 531 espectadores Árbitra: Frida Klarlund |

| 3 de junio de 2025 | Portugal | 0:3 (0:1) | Bélgica                                      | Estadio do Marítimo, Funchal                         |                                                      |
| 19:00 (CEST)       |          | Reporte   | Vanhaevermaet 37' · Wullaert 67' (pen.), 72' | Asistencia: 5675 espectadores Árbitra: Tess Olofsson | Asistencia: 5675 espectadores Árbitra: Tess Olofsson |

| 3 de junio de 2025 | España        | 2:1 (0:1) | Inglaterra | RCDE Stadium, Cornellá-El Prat                           |                                                          |
| 19:00 (CEST)       | Pina 60', 70' | Reporte   | Russo 22'  | Asistencia: 14 107 espectadores Árbitra: Katalin Kulcsár | Asistencia: 14 107 espectadores Árbitra: Katalin Kulcsár |

### Grupo A4
| Pos. | Equipo    | Pts. | PJ | G | E | P | GF | GC | Dif. | Clasificación o descenso     |
| ---- | --------- | ---- | -- | - | - | - | -- | -- | ---- | ---------------------------- |
| 1    | Suecia    | 12   | 6  | 3 | 3 | 0 | 13 | 6  | +7   | Clasifica a las finales      |
| 2    | Italia    | 10   | 6  | 3 | 1 | 2 | 11 | 7  | +4   |                              |
| 3    | Dinamarca | 9    | 6  | 3 | 0 | 3 | 8  | 13 | −5   | Play-offs por la permanencia |
| 4    | Gales (D) | 2    | 6  | 0 | 2 | 4 | 4  | 10 | −6   | Desciende a la Liga B        |

 Fuente: UEFA
| 21 de febrero de 2025 | Italia      | 1:0 (1:0) | Gales | Estadio Brianteo, Monza                                |                                                        |
| 18:15 (CET)           | Bonansea 5' | Reporte   |       | Asistencia: 4219 espectadores Árbitra: Katalin Kulcsár | Asistencia: 4219 espectadores Árbitra: Katalin Kulcsár |

| 21 de febrero de 2025 | Dinamarca        | 1:2 (1:1) | Suecia                  | Odense Stadion, Odense                              |                                                     |
| 19:15 (CET)           | Harder 17' (pen) | Reporte   | Sembrant 7' · Rolfö 54' | Asistencia: 3202 espectadores Árbitra: Riem Hussein | Asistencia: 3202 espectadores Árbitra: Riem Hussein |

| 26 de febrero de 2025 | Italia        | 1:3 (0:0) | Dinamarca                                 | Estadio Alberto Picco, La Spezia                           |                                                            |
| 18:15 (CET)           | Cambiaghi 58' | Reporte   | Færge 53' · Holmgaard 74' · Thomsen 90+3' | Asistencia: 1671 espectadores Árbitra: Olatz Rivera Olmedo | Asistencia: 1671 espectadores Árbitra: Olatz Rivera Olmedo |

| 26 de febrero de 2025 | Gales            | 1:1 (0:1) | Suecia       | Racecourse Ground, Wrexham                                 |                                                            |
| 20:15 (CET)           | Barton 76' (pen) | Reporte   | Angeldal 14' | Asistencia: 6077 espectadores Árbitra: Désirée Grundbacher | Asistencia: 6077 espectadores Árbitra: Désirée Grundbacher |

| 4 de abril de 2025 | Suecia                                         | 3:2 (0:1) | Italia                      | Strawberry Arena, Solna                             |                                                     |
| 19:00 (CEST)       | Asllani 56' · Angeldal 75' · Rolfö 90+5' (pen) | Reporte   | Severini 1' · Cambiaghi 85' | Asistencia: 14 521 espectadores Árbitra: Alina Peşu | Asistencia: 14 521 espectadores Árbitra: Alina Peşu |

| 4 de abril de 2025 | Gales       | 1:2 (1:1) | Dinamarca                 | Cardiff City Stadium, Cardiff                           |                                                         |
| 20:15 (CEST)       | Holland 34' | Reporte   | Bruun 7' · Vangsgaard 72' | Asistencia: 6779 espectadores Árbitra: Michalina Diakow | Asistencia: 6779 espectadores Árbitra: Michalina Diakow |

| 8 de abril de 2025 | Dinamarca | 0:3 (0:0) | Italia                                      | MCH Arena, Herning                                     |                                                        |
| 18:00 (CEST)       |           | Reporte   | Caruso 59' · Di Guglielmo 79' · Girelli 86' | Asistencia: 5166 espectadores Árbitra: Ivana Martinčić | Asistencia: 5166 espectadores Árbitra: Ivana Martinčić |

| 8 de abril de 2025 | Suecia       | 1:1 (0:0) | Gales    | Gamla Ullevi, Gotemburgo                                   |                                                            |
| 19:00 (CEST)       | Eriksson 59' | Reporte   | Cain 67' | Asistencia: 8759 espectadores Árbitra: Olatz Rivera Olmedo | Asistencia: 8759 espectadores Árbitra: Olatz Rivera Olmedo |

| 30 de mayo de 2025 | Dinamarca  | 1:0 (0:0) | Gales | Odense Stadion, Odense                                 |                                                        |
| 19:15 (CEST)       | Harder 48' | Reporte   |       | Asistencia: 3442 espectadores Árbitra: Catarina Campos | Asistencia: 3442 espectadores Árbitra: Catarina Campos |

| 30 de mayo de 2025 | Italia | 0:0     | Suecia | Estadio Ennio Tardini, Parma                              |                                                           |
| 18:20 (CEST)       |        | Reporte |        | Asistencia: 2337 espectadores Árbitra: Stéphanie Frappart | Asistencia: 2337 espectadores Árbitra: Stéphanie Frappart |

| 3 de junio de 2025 | Suecia                                                                       | 6:1 (4:1) | Dinamarca   | Strawberry Arena, Solna                                |                                                        |
| 19:30 (CEST)       | Blackstenius 1', 43', 53' · Rytting Kaneryd 5' · Angeldal 11' · Hurtig 90+2' | Reporte   | Thomsen 41' | Asistencia: 12 428 espectadores Árbitra: Jana Adámková | Asistencia: 12 428 espectadores Árbitra: Jana Adámková |

| 3 de junio de 2025 | Gales        | 1:4 (0:4) | Italia                                       | Swansea.com Stadium, Swansea                          |                                                       |
| 19:30 (CEST)       | Fishlock 82' | Reporte   | Linari 9' · Girelli 21', 45+5' · Cantore 41' | Asistencia: 5964 espectadores Árbitra: Eleni Antoniou | Asistencia: 5964 espectadores Árbitra: Eleni Antoniou |

### Fase final
Los emparejamientos y equipos locales se determinarán mediante sorteo abierto. No habrá equipos clasificados para el sorteo de semifinales, cuyo procedimiento se confirmará oportunamente. Para cada emparejamiento de semifinales, el equipo sorteado primero juega la eliminatoria en casa.

#### Equipos clasificados
Los cuatro ganadores de grupo de la Liga A clasificaron al Final Four de la Liga de Naciones Femenina.
| Liga A | Equipo   | Posición FIFA (abril de 2025) |
| ------ | -------- | ----------------------------- |
| A1     | Alemania | 10.º                          |
| A2     | Francia  | 3.º                           |
| A3     | España   | 2.º                           |
| A4     | Suecia   | 28.º                          |

#### Cuadro
- El sorteo para definir las semifinales tuvo lugar el 6 de junio de 2025.[8]

Los cuatro ganadores de grupo de la Liga A se enfrentarán en las eliminatorias finales, pero, a diferencia de la primera edición, ambas rondas se jugarán a doble partido. Las semifinales se jugarán, en principio, los días 24 y 28 de octubre. La final y el partido por el tercer puesto se jugarán, en principio, los días 28 de noviembre y 2 de diciembre.
|  | Semifinales | Semifinales | Semifinales | Semifinales | Semifinales |  |  | Final | Final | Final | Final | Final |
|  |             |             |             |             |             |  |  |       |       |       |       |       |
|  | A1          | Alemania    |             |             |             |  |  |       |       |       |       |       |
|  | A2          | Francia     |             |             |             |  |  |       |       |       |       |       |
|  |             |             |             |             |             |  |  |       |       |       |       |       |
|  |             |             |             |             |             |  |  |       |       |       |       |       |
|  | A4          | Suecia      |             |             |             |  |  |       |       |       |       |       |
|  | A3          | España      |             |             |             |  |  |       |       |       |       |       |

## Liga B

### Grupo B1
| Pos. | Equipo                   | Pts. | PJ | G | E | P | GF | GC | Dif. | Clasificación o descenso |
| ---- | ------------------------ | ---- | -- | - | - | - | -- | -- | ---- | ------------------------ |
| 1    | Polonia (A)              | 16   | 6  | 5 | 1 | 0 | 16 | 2  | +14  | Asciende a Liga A        |
| 2    | Irlanda del Norte        | 8    | 6  | 2 | 2 | 2 | 6  | 10 | −4   | Play-offs por el ascenso |
| 3    | Bosnia y Herzegovina (D) | 5    | 6  | 1 | 2 | 3 | 9  | 12 | −3   | Desciende a la Liga C    |
| 4    | Rumania (D)              | 4    | 6  | 1 | 1 | 4 | 3  | 10 | −7   | Desciende a la Liga C    |

 Fuente: UEFA
| 21 de febrero de 2025 | Bosnia y Herzegovina                                        | 4:0 (1:0) | Rumania | Centro de Entrenamiento NFSBIH, Zenica               |                                                      |
| 13:00 (CET)           | Spânu 38' · Milinković 48' · Gačanica 79' · Krajšumović 86' | Reporte   |         | Asistencia: 98 espectadores Árbitra: Catarina Campos | Asistencia: 98 espectadores Árbitra: Catarina Campos |

| 21 de febrero de 2025 | Polonia                     | 2:0 (2:0) | Irlanda del Norte | Arena Gdansk, Gdansk                                  |                                                       |
| 20:45 (CET)           | Kamczyk 17' · Achcińska 20' | Reporte   |                   | Asistencia: 2700 espectadores Árbitra: Emanuela Rusta | Asistencia: 2700 espectadores Árbitra: Emanuela Rusta |

| 25 de febrero de 2025 | Irlanda del Norte                 | 3:2 (1:0) | Bosnia y Herzegovina      | Inver Park, Larne                                        |                                                          |
| 20:00 (CET)           | McPartlan 15' · Magill 89', 90+2' | Reporte   | Ekic 46' · Milinković 49' | Asistencia: 1303 espectadores Árbitra: Caroline Lanssens | Asistencia: 1303 espectadores Árbitra: Caroline Lanssens |

| 25 de febrero de 2025 | Rumania | 0:1 (0:0) | Polonia     | Stadionul Arcul de Triumf, Bucarest                   |                                                       |
| 18:00 (CET)           |         | Reporte   | Padilla 84' | Asistencia: 490 espectadores Árbitra: Fabienne Michel | Asistencia: 490 espectadores Árbitra: Fabienne Michel |

| 4 de abril de 2025 | Polonia                                                               | 5:1 (1:1) | Bosnia y Herzegovina | Arena Gdansk, Gdansk                                 |                                                      |
| 18:00 (CEST)       | Pajor 15', 47' · Achcińska 49' · Słowińska 77' · Wiankowska 89' (pen) | Reporte   | Krajšumović 40'      | Asistencia: 5027 espectadores Árbitra: Katalin Sipos | Asistencia: 5027 espectadores Árbitra: Katalin Sipos |

| 4 de abril de 2025 | Rumania     | 1:1 (1:1) | Irlanda del Norte | Stadionul Arcul de Triumf, Bucarest                |                                                    |
| 18:00 (CEST)       | Ciolacu 38' | Reporte   | Maxwell 33'       | Asistencia: 1485 espectadores Árbitra: Sandra Braz | Asistencia: 1485 espectadores Árbitra: Sandra Braz |

| 8 de abril de 2025 | Bosnia y Herzegovina | 1:1 (0:0) | Polonia           | Centro de Entrenamiento NFSBIH, Zenica                |                                                       |
| 18:00 (CEST)       | Krajšumović 65'      | Reporte   | Zawistowska 90+1' | Asistencia: 120 espectadores Árbitra: Deborah Bianchi | Asistencia: 120 espectadores Árbitra: Deborah Bianchi |

| 8 de abril de 2025 | Irlanda del Norte | 1:0 (1:0) | Rumania | Windsor Park, Belfast                                 |                                                       |
| 18:00 (CEST)       | Weir 8'           | Reporte   |         | Asistencia: 2380 espectadores Árbitra: Shona Shukrula | Asistencia: 2380 espectadores Árbitra: Shona Shukrula |

| 30 de mayo de 2025 | Irlanda del Norte | 0:4 (0:3) | Polonia                                     | Estadio Seaview, Belfast                             |                                                      |
| 20:00 (CEST)       |                   | Reporte   | Pajor 5', 9' · Tomasiak 28' · Achcińska 47' | Asistencia: 2482 espectadores Árbitra: Minka Vekkeli | Asistencia: 2482 espectadores Árbitra: Minka Vekkeli |

| 30 de mayo de 2025 | Rumania                | 2:0 (1:0) | Bosnia y Herzegovina | Estadio Central, Ovidiu                              |                                                      |
| 17:00 (CEST)       | Spânu 45+3' · Carp 60' | Reporte   |                      | Asistencia: 1365 espectadores Árbitra: Olivia Tschon | Asistencia: 1365 espectadores Árbitra: Olivia Tschon |

| 3 de junio de 2025 | Bosnia y Herzegovina | 1:1 (1:1) | Irlanda del Norte | Centro de Entrenamiento NFSBIH, Zenica                  |                                                         |
| 19:00 (CEST)       | Krajšumović 29'      | Reporte   | Magill 23'        | Asistencia: 300 espectadores Árbitra: Hristiyana Guteva | Asistencia: 300 espectadores Árbitra: Hristiyana Guteva |

| 3 de junio de 2025 | Polonia                               | 3:0 (1:0) | Rumania | Arena Gdansk, Gdansk                                      |                                                           |
| 19:00 (CEST)       | Kamczyk 45' · Tomasiak 82', 90' (pen) | Reporte   |         | Asistencia: 10 685 espectadores Árbitra: Aleksandra Česen | Asistencia: 10 685 espectadores Árbitra: Aleksandra Česen |

### Grupo B2
| Pos. | Equipo        | Pts. | PJ | G | E | P | GF | GC | Dif. | Clasificación o descenso     |
| ---- | ------------- | ---- | -- | - | - | - | -- | -- | ---- | ---------------------------- |
| 1    | Eslovenia (A) | 15   | 6  | 5 | 0 | 1 | 12 | 2  | +10  | Asciende a Liga A            |
| 2    | Irlanda       | 15   | 6  | 5 | 0 | 1 | 10 | 6  | +4   | Play-offs por el ascenso     |
| 3    | Turquía       | 6    | 6  | 2 | 0 | 4 | 3  | 7  | −4   | Play-offs por la permanencia |
| 4    | Grecia (D)    | 0    | 6  | 0 | 0 | 6 | 2  | 12 | −10  | Desciende a la Liga C        |

 Fuente: UEFA
Notas:
1. 1 2  Diferencia de goles en partidos directos: Eslovenia +3, Irlanda -3.

| 21 de febrero de 2025 | Grecia    | 1:2 (1:1) | Eslovenia                 | Estadio Theodoros Vardinogiannis, Heraclión              |                                                          |
| 15:30 (CET)           | Sarri 26' | Reporte   | Sternad 33' · Kramžar 67' | Asistencia: 350 espectadores Árbitra: Nanna Løf Andersen | Asistencia: 350 espectadores Árbitra: Nanna Løf Andersen |

| 21 de febrero de 2025 | Irlanda      | 1:0 (1:0) | Turquía | Estadio de Tallaght, Dublín                        |                                                    |
| 20:30 (CET)           | Carusa 45+3' | Reporte   |         | Asistencia: 8071 espectadores Árbitra: Réka Molnar | Asistencia: 8071 espectadores Árbitra: Réka Molnar |

| 25 de febrero de 2025 | Eslovenia                                    | 4:0 (3:0) | Irlanda | Estadio SRC Bonifika, Koper                            |                                                        |
| 18:00 (CET)           | Prašnikar 3', 28' · Kramžar 34' · Kajzba 82' | Reporte   |         | Asistencia: 533 espectadores Árbitra: Michalina Diakow | Asistencia: 533 espectadores Árbitra: Michalina Diakow |

| 25 de febrero de 2025 | Turquía    | 1:0 (1:0) | Grecia | Estadio Esenler, Estambul                              |                                                        |
| 16:30 (CET)           | Keskin 33' | Reporte   |        | Asistencia: 2728 espectadores Árbitra: Miriama Bočková | Asistencia: 2728 espectadores Árbitra: Miriama Bočková |

| 4 de abril de 2025 | Grecia | 0:4 (0:0) | Irlanda                                                | Estadio Theodoros Vardinogiannis, Heraclión           |                                                       |
| 16:00 (CEST)       |        | Reporte   | Sheva 49' · Carusa 61' · Stapleton 74' · Barrett 90+3' | Asistencia: 550 espectadores Árbitra: Jelena Pejković | Asistencia: 550 espectadores Árbitra: Jelena Pejković |

| 4 de abril de 2025 | Eslovenia                                     | 3:0 (2:0) | Turquía | Parque Deportivo Šiška, Liubliana                    |                                                      |
| 16:30 (CEST)       | Kolbl 29' · Kramžar 36' · Prašnikar 65' (pen) | Reporte   |         | Asistencia: 950 espectadores Árbitra: Victoria Beyer | Asistencia: 950 espectadores Árbitra: Victoria Beyer |

| 8 de abril de 2024 | Irlanda                       | 2:1 (1:0) | Grecia    | Estadio de Tallaght, Dublín                                |                                                            |
| 20:30 (CEST)       | Barrett 9' (pen) · Patten 50' | Reporte   | Sarri 72' | Asistencia: 5879 espectadores Árbitra: Franziska Wildfeuer | Asistencia: 5879 espectadores Árbitra: Franziska Wildfeuer |

| 8 de abril de 2024 | Turquía | 0:1 (0:0) | Eslovenia   | Sivas Arena, Sivas                                       |                                                          |
| 17:00 (CEST)       |         | Reporte   | Kramžar 62' | Asistencia: 18 825 espectadores Árbitra: Fabienne Michel | Asistencia: 18 825 espectadores Árbitra: Fabienne Michel |

| 30 de mayo de 2025 | Eslovenia                   | 2:0 (1:0) | Grecia | Parque Deportivo Šiška, Liubliana                 |                                                   |
| 18:00 (CEST)       | Kramžar 24' · Prašnikar 50' | Reporte   |        | Asistencia: 738 espectadores Árbitra: Réka Molnar | Asistencia: 738 espectadores Árbitra: Réka Molnar |

| 30 de mayo de 2025 | Turquía    | 1:2 (0:0) | Irlanda                | Estadio Esenler, Estambul                                |                                                          |
| 19:00 (CEST)       | Hançar 49' | Reporte   | Şeker 80' · Murphy 89' | Asistencia: 760 espectadores Árbitra: Kristina Georgieva | Asistencia: 760 espectadores Árbitra: Kristina Georgieva |

| 3 de junio de 2025 | Grecia | 0:1 (0:1) | Turquía    | Estadio Theodoros Vardinogiannis, Heraclión                |                                                            |
| 19:00 (CEST)       |        | Reporte   | Hançar 42' | Asistencia: 1170 espectadores Árbitra: Maïka Vanderstichel | Asistencia: 1170 espectadores Árbitra: Maïka Vanderstichel |

| 3 de junio de 2025 | Irlanda    | 1:0 (1:0) | Eslovenia | Páirc Uí Chaoimh, Cork                                 |                                                        |
| 19:00 (CEST)       | Noonan 19' | Reporte   |           | Asistencia: 9433 espectadores Árbitra: Miriama Bočková | Asistencia: 9433 espectadores Árbitra: Miriama Bočková |

### Grupo B3
| Pos. | Equipo          | Pts. | PJ | G | E | P | GF | GC | Dif. | Clasificación o descenso |
| ---- | --------------- | ---- | -- | - | - | - | -- | -- | ---- | ------------------------ |
| 1    | Serbia (A)      | 14   | 6  | 4 | 2 | 0 | 7  | 1  | +6   | Asciende a Liga A        |
| 2    | Finlandia       | 10   | 5  | 3 | 1 | 1 | 8  | 2  | +6   | Play-offs por el ascenso |
| 3    | Hungría (D)     | 4    | 6  | 1 | 1 | 4 | 2  | 6  | −4   | Desciende a la Liga C    |
| 4    | Bielorrusia (D) | 3    | 6  | 0 | 3 | 3 | 0  | 8  | −8   | Desciende a la Liga C    |

 Fuente: UEFA
| 21 de febrero de 2025 | Bielorrusia | 0:2 (0:0) | Hungría                | Estadio Lagator, Loznica ( Serbia)              |                                                 |
| 20:00 (CET)           |             | Reporte   | Csiki 57' · Csányi 78' | Asistencia: 0 espectadores Árbitra: Sandra Braz | Asistencia: 0 espectadores Árbitra: Sandra Braz |

| 21 de febrero de 2025 | Serbia                | 1:0 (1:0) | Finlandia | Centro Deportivo de la Federación Serbia de Fútbol, Stara Pazova |                                                         |
| 18:00 (CET)           | Damnjanović 43' (pen) | Reporte   |           | Asistencia: 280 espectadores Árbitra: Michaela Pachtova          | Asistencia: 280 espectadores Árbitra: Michaela Pachtova |

| 25 de febrero de 2025 | Hungría | 0:1 (0:1) | Finlandia        | Estadio Nándor Hidegkuti, Budapest                       |                                                          |
| 18:00 (CET)           |         | Reporte   | Nyström 7' (pen) | Asistencia: 1213 espectadores Árbitra: Hristiyana Guteva | Asistencia: 1213 espectadores Árbitra: Hristiyana Guteva |

| 25 de febrero de 2025 | Serbia | 0:0     | Bielorrusia | Centro Deportivo de la Federación Serbia de Fútbol, Stara Pazova |                                                     |
| 18:00 (CET)           |        | Reporte |             | Asistencia: 215 espectadores Árbitra: Olivia Tschon              | Asistencia: 215 espectadores Árbitra: Olivia Tschon |

| 4 de abril de 2025 | Finlandia | 0:0     | Bielorrusia | Estadio Silvio Piola, Novara ( Italia)             |                                                    |
| 17:00 (CEST)       |           | Reporte |             | Asistencia: 0 espectadores Árbitra: Emanuela Rusta | Asistencia: 0 espectadores Árbitra: Emanuela Rusta |

| 4 de abril de 2025 | Hungría | 0:1 (0:0) | Serbia      | Ménfői úti Stadion, Győr                                |                                                         |
| 20:00 (CEST)       |         | Reporte   | Matejić 69' | Asistencia: 513 espectadores Árbitra: Caroline Lanssens | Asistencia: 513 espectadores Árbitra: Caroline Lanssens |

| 8 de abril de 2025 | Bielorrusia | 0:3 (0:1) | Serbia                            | Estadio Silvio Piola, Novara ( Italia)              |                                                     |
| 21:00 (CEST)       |             | Reporte   | Matejić 20', 90+1' · Ivanović 75' | Asistencia: 0 espectadores Árbitra: Henrikke Nervik | Asistencia: 0 espectadores Árbitra: Henrikke Nervik |

| 8 de abril de 2025 | Finlandia                                  | 3:0 (2:0) | Hungría | Tammelan Stadion, Tampere                             |                                                       |
| 17:30 (CEST)       | Koivisto 18' · Sällström 39' · Franssi 88' | Reporte   |         | Asistencia: 4135 espectadores Árbitra: Angelika Söder | Asistencia: 4135 espectadores Árbitra: Angelika Söder |

| 30 de mayo de 2025 | Bielorrusia | 0:3 (0:1) | Finlandia                       | Szent Gellért Fórum, Szeged ( Hungría)           |                                                  |
| 20:00 (CEST)       |             | Reporte   | Franssi 8' · Sällström 66', 73' | Asistencia: 0 espectadores Árbitra: Merima Čelik | Asistencia: 0 espectadores Árbitra: Merima Čelik |

| 30 de mayo de 2025 | Serbia       | 1:0 (0:0) | Hungría | Centro Deportivo de la Federación Serbia de Fútbol, Stara Pazova |                                                    |
| 19:00 (CEST)       | Poljak 90+6' | Reporte   |         | Asistencia: 300 espectadores Árbitra: Kirsty Dowle               | Asistencia: 300 espectadores Árbitra: Kirsty Dowle |

| 3 de junio de 2025 | Finlandia   | 1:1 (0:0) | Serbia   | Estadio Olímpico de Helsinki, Helsinki             |                                                    |
| 19:00 (CEST)       | Lehtola 71' | Reporte   | Roth 84' | Asistencia: 8970 espectadores Árbitra: Sandra Braz | Asistencia: 8970 espectadores Árbitra: Sandra Braz |

| 3 de junio de 2025 | Hungría | 0:0     | Bielorrusia | Szent Gellért Fórum, Szeged                                |                                                            |
| 19:00 (CEST)       |         | Reporte |             | Asistencia: 1613 espectadores Árbitra: Ana Maria Terteleac | Asistencia: 1613 espectadores Árbitra: Ana Maria Terteleac |

### Grupo B4
| Pos. | Equipo          | Pts. | PJ | G | E | P | GF | GC | Dif. | Clasificación o descenso     |
| ---- | --------------- | ---- | -- | - | - | - | -- | -- | ---- | ---------------------------- |
| 1    | Ucrania (A)     | 13   | 6  | 4 | 1 | 1 | 8  | 6  | +2   | Asciende a Liga A            |
| 2    | República Checa | 13   | 6  | 4 | 1 | 1 | 17 | 4  | +13  | Play-offs por el ascenso     |
| 3    | Albania         | 6    | 6  | 2 | 0 | 4 | 10 | 12 | −2   | Play-offs por la permanencia |
| 4    | Croacia (D)     | 3    | 6  | 1 | 0 | 5 | 4  | 17 | −13  | Desciende a la Liga C        |

 Fuente: UEFA
Notas:
1. 1 2  Puntos en partidos directos: Ucrania 4, República Checa 1.

| 21 de febrero de 2025 | Albania       | 1:2 (0:1) | Ucrania                     | Estadio Niko Dovana, Durrës                                |                                                            |
| 18:00 (CET)           | Berisha 90+5' | Reporte   | Ovdiychuk 31' · Kozlova 48' | Asistencia: 2520 espectadores Árbitra: Franziska Wildfeuer | Asistencia: 2520 espectadores Árbitra: Franziska Wildfeuer |

| 21 de febrero de 2025 | Croacia | 0:4 (0:3) | República Checa                                              | Estadio Aldo Drosina, Pula                          |                                                     |
| 19:00 (CET)           |         | Reporte   | Stašková 15' · Khýrová 18' · Krejčiříková 29' · Svitková 63' | Asistencia: 327 espectadores Árbitra: Abigail Byrne | Asistencia: 327 espectadores Árbitra: Abigail Byrne |

| 25 de febrero de 2025 | República Checa                                         | 5:1 (3:1) | Albania        | Stadion Střelecký ostrov, České Budějovice                |                                                           |
| 17:30 (CET)           | Svitková 34', 42' · Bartoňová 45+2', 62' · Stašková 60' | Reporte   | Doçi 24' (pen) | Asistencia: 2025 espectadores Árbitra: Kristina Georgieva | Asistencia: 2025 espectadores Árbitra: Kristina Georgieva |

| 25 de febrero de 2025 | Ucrania                 | 2:1 (1:0) | Croacia     | Elbasan Arena, Elbasan ( Albania)                   |                                                     |
| 18:00 (CET)           | Kotyk 2' · Kalinina 61' | Reporte   | Nevrkla 69' | Asistencia: 10 espectadores Árbitra: Shona Shukrula | Asistencia: 10 espectadores Árbitra: Shona Shukrula |

| 4 de abril de 2025 | Albania                                              | 4:0 (2:0) | Croacia | Estadio Loro Boriçi, Shkodër                           |                                                        |
| 16:00 (CEST)       | Berisha 14' · Hilaj 24' · Doçi 72' · Hamonikaj 90+1' | Reporte   |         | Asistencia: 436 espectadores Árbitra: Alexandra Collin | Asistencia: 436 espectadores Árbitra: Alexandra Collin |

| 4 de abril de 2025 | Ucrania       | 1:0 (0:0) | República Checa | Stadion Miejski, Polkowice ( Polonia)                |                                                      |
| 18:00 (CEST)       | Ovdiychuk 57' | Reporte   |                 | Asistencia: 500 espectadores Árbitra: Ainara Acevedo | Asistencia: 500 espectadores Árbitra: Ainara Acevedo |

| 8 de abril de 2025 | Croacia       | 1:2 (1:1) | Albania                 | Centro Deportivo Rudes, Zagreb                      |                                                     |
| 16:00 (CEST)       | Slipčević 11' | Reporte   | Berisha 32' · Balog 71' | Asistencia: 377 espectadores Árbitra: Maria Marotta | Asistencia: 377 espectadores Árbitra: Maria Marotta |

| 8 de abril de 2025 | República Checa | 1:1 (1:1) | Ucrania          | Estadio Městský, Ústí nad Labem                      |                                                      |
| 17:30 (CEST)       | Svitková 4'     | Reporte   | Petryk 19' (pen) | Asistencia: 2184 espectadores Árbitra: Minka Vekkeli | Asistencia: 2184 espectadores Árbitra: Minka Vekkeli |

| 30 de mayo de 2025 | República Checa                                                          | 5:0 (3:0) | Croacia | Estadio Letní, Chomutov                               |                                                       |
| 17:00 (CEST)       | Khýrová 6' · Svitková 18' · Pochmanová 23' · Dubcová 47' · Polášková 53' | Reporte   |         | Asistencia: 934 espectadores Árbitra: Karoline Wacker | Asistencia: 934 espectadores Árbitra: Karoline Wacker |

| 30 de mayo de 2025 | Ucrania                      | 2:1 (2:1) | Albania     | Estadio Varteks, Varaždin ( Croacia)                   |                                                        |
| 19:00 (CEST)       | Ovdiychuk 19' · Basanska 41' | Reporte   | Berisha 10' | Asistencia: 50 espectadores Árbitra: Caroline Lanssens | Asistencia: 50 espectadores Árbitra: Caroline Lanssens |

| 3 de junio de 2025 | Albania       | 1:2 (1:0) | República Checa                   | Estadio Loro Boriçi, Shkodër                           |                                                        |
| 19:00 (CEST)       | Berisha 45+2' | Reporte   | Bartoňová 87' (pen) · Khýrová 90' | Asistencia: 483 espectadores Árbitra: Michalina Diakow | Asistencia: 483 espectadores Árbitra: Michalina Diakow |

| 3 de junio de 2025 | Croacia                     | 2:0 (1:0) | Ucrania | Estadio Branko Čavlović-Čavlek, Karlovac           |                                                    |
| 19:00 (CEST)       | Vračević 11' · Živković 52' | Reporte   |         | Asistencia: 238 espectadores Árbitra: Deborah Anex | Asistencia: 238 espectadores Árbitra: Deborah Anex |

### Ranking de terceros puestos
| Pos. | Equipo                   | Pts. | PJ | G | E | P | GF | GC | Dif. | Clasificación o descenso     |
| ---- | ------------------------ | ---- | -- | - | - | - | -- | -- | ---- | ---------------------------- |
| 1    | Albania                  | 6    | 6  | 2 | 0 | 4 | 10 | 12 | −2   | Play-offs por la permanencia |
| 2    | Turquía                  | 6    | 6  | 2 | 0 | 4 | 3  | 7  | −4   | Play-offs por la permanencia |
| 3    | Bosnia y Herzegovina (D) | 5    | 6  | 1 | 2 | 3 | 9  | 12 | −3   | Desciende a la Liga C        |
| 4    | Hungría (D)              | 4    | 6  | 1 | 1 | 4 | 2  | 6  | −4   | Desciende a la Liga C        |

 Fuente: UEFA

## Liga C

### Grupo C1
| Pos. | Equipo         | Pts. | PJ | G | E | P | GF | GC | Dif. | Clasificación     |
| ---- | -------------- | ---- | -- | - | - | - | -- | -- | ---- | ----------------- |
| 1    | Eslovaquia (A) | 18   | 6  | 6 | 0 | 0 | 27 | 1  | +26  | Asciende a Liga B |
| 2    | Islas Feroe    | 10   | 6  | 3 | 1 | 2 | 10 | 6  | +4   |                   |
| 3    | Moldavia       | 7    | 6  | 2 | 1 | 3 | 6  | 6  | 0    |                   |
| 4    | Gibraltar      | 0    | 6  | 0 | 0 | 6 | 0  | 30 | −30  |                   |

 Fuente: UEFA
| 21 de febrero de 2025 | Moldavia    | 1:0 (0:0) | Gibraltar | Estadio Central Nisporeni, Nisporeni                  |                                                       |
| 14:00 (CET)           | Țabur 90+3' | Reporte   |           | Asistencia: 123 espectadores Árbitra: Sofiya Prychyna | Asistencia: 123 espectadores Árbitra: Sofiya Prychyna |

| 21 de febrero de 2025 | Eslovaquia                               | 3:0 (2:0) | Islas Feroe | Estadio Anton Malatinský, Trnava                           |                                                            |
| 19:00 (CET)           | Hmírová 20' · Morávková 29' · Fabová 60' | Reporte   |             | Asistencia: 309 espectadores Árbitra: Anastasia Mylopoulou | Asistencia: 309 espectadores Árbitra: Anastasia Mylopoulou |

| 25 de febrero de 2025 | Gibraltar | 0:1 (0:1) | Islas Feroe | Estadio de Punta Europa, Gibraltar                |                                                   |
| 19:00 (CET)           |           | Reporte   | Sevdal 70'  | Asistencia: 626 espectadores Árbitra: Melek Dakan | Asistencia: 626 espectadores Árbitra: Melek Dakan |

| 25 de febrero de 2025 | Eslovaquia      | 1:0 (0:0) | Moldavia | Estadio Anton Malatinský, Trnava                       |                                                        |
| 17:30 (CET)           | Škorvánková 85' | Reporte   |          | Asistencia: 359 espectadores Árbitra: Jelena Međedović | Asistencia: 359 espectadores Árbitra: Jelena Međedović |

| 4 de abril de 2025 | Islas Feroe                | 2:0 (0:0) | Moldavia | Tórsvøllur, Tórshavn                                   |                                                        |
| 18:00 (CEST)       | Hummeland 47' · Sevdal 75' | Reporte   |          | Asistencia: 521 espectadores Árbitra: Lovisa Johansson | Asistencia: 521 espectadores Árbitra: Lovisa Johansson |

| 4 de abril de 2025 | Gibraltar | 0:8 (0:4) | Eslovaquia                                                                            | Estadio de Punta Europa, Gibraltar                       |                                                          |
| 19:00 (CEST)       |           | Reporte   | Morávková 10', 38', 77' (pen.), 80' · Fabová 25', 48' · Kaláberová 60' · Rybanská 72' | Asistencia: 583 espectadores Árbitra: Kristina Georgieva | Asistencia: 583 espectadores Árbitra: Kristina Georgieva |

| 8 de abril de 2025 | Islas Feroe                                                            | 5:0 (2:0) | Gibraltar | Tórsvøllur, Tórshavn                                  |                                                       |
| 18:00 (CEST)       | Klakstein 20' · Tórolvsdóttir 27' · Sevdal 58' · Johannesen 88', 90+3' | Reporte   |           | Asistencia: 528 espectadores Árbitra: Teresa Oliveira | Asistencia: 528 espectadores Árbitra: Teresa Oliveira |

| 8 de abril de 2025 | Moldavia | 0:2 (0:1) | Eslovaquia                 | Estadio Zimbru, Chisináu                               |                                                        |
| 16:00 (CEST)       |          | Reporte   | Bayerová 4' · Rybanská 86' | Asistencia: 870 espectadores Árbitra: Aleksandra Česen | Asistencia: 870 espectadores Árbitra: Aleksandra Česen |

| 30 de mayo de 2025 | Moldavia   | 1:1 (1:1) | Islas Feroe    | Estadio Zimbru, Chisináu                               |                                                        |
| 19:00 (CEST)       | Colnic 37' | Reporte   | Johannesen 23' | Asistencia: 568 espectadores Árbitra: Jelena Međedović | Asistencia: 568 espectadores Árbitra: Jelena Međedović |

| 30 de mayo de 2025 | Eslovaquia | 11:0 (5:0) | Gibraltar | Futbal Tatran Aréna, Prešov                           |                                                       |
| 19:00 (CEST)       | Rybanská 22', 77', 90' · Hmírová 17', 44' · Bayerová 20' · Maťavková 31' · Mikolajová 52', 54' · Morávková 86' · Kaláberová 88' | Reporte    |           | Asistencia: 3814 espectadores Árbitra: Eirini Pingiou | Asistencia: 3814 espectadores Árbitra: Eirini Pingiou |

| 3 de junio de 2025 | Islas Feroe    | 1:2 (1:1) | Eslovaquia                  | Tórsvøllur, Tórshavn                                |                                                     |
| 19:00 (CEST)       | Johannesen 35' | Reporte   | Hmírová 11' · Maťavková 88' | Asistencia: 606 espectadores Árbitra: Emily Heaslip | Asistencia: 606 espectadores Árbitra: Emily Heaslip |

| 3 de junio de 2025 | Gibraltar | 0:4 (0:4) | Moldavia                                         | Estadio de Punta Europa, Gibraltar                |                                                   |
| 19:00 (CEST)       |           |           | Chiper 21', 32' · Coceanovschi 39' · Gilbert 44' | Asistencia: 405 espectadores Árbitra: Tjaša Misja | Asistencia: 405 espectadores Árbitra: Tjaša Misja |

### Grupo C2
| Pos. | Equipo    | Pts. | PJ | G | E | P | GF | GC | Dif. | Clasificación            |
| ---- | --------- | ---- | -- | - | - | - | -- | -- | ---- | ------------------------ |
| 1    | Malta (A) | 13   | 6  | 4 | 1 | 1 | 8  | 5  | +3   | Asciende a Liga B        |
| 2    | Chipre    | 10   | 6  | 3 | 1 | 2 | 9  | 8  | +1   | Play-offs por el ascenso |
| 3    | Georgia   | 6    | 6  | 2 | 0 | 4 | 9  | 11 | −2   |                          |
| 4    | Andorra   | 5    | 6  | 1 | 2 | 3 | 6  | 8  | −2   |                          |

 Fuente: UEFA
| 21 de febrero de 2025 | Chipre                         | 2:1 (2:0) | Malta            | AEK Arena - Georgios Karapatakis, Lárnaca           |                                                     |
| 18:00 (CET)           | Violari 33' · Constantinou 37' | Reporte   | Papadopoulou 51' | Asistencia: 180 espectadores Árbitra: Emily Heaslip | Asistencia: 180 espectadores Árbitra: Emily Heaslip |

| 21 de febrero de 2025 | Georgia                        | 2:1 (0:0) | Andorra        | Estadio Mikheil Meskhi, Tiflis                      |                                                     |
| 16:00 (CET)           | Bebia 84' (pen) · Bakradze 87' | Reporte   | Solé Palau 69' | Asistencia: 850 espectadores Árbitra: Ugne Šmitaite | Asistencia: 850 espectadores Árbitra: Ugne Šmitaite |

| 25 de febrero de 2025 | Chipre          | 2:1 (2:1) | Georgia     | AEK Arena - Georgios Karapatakis, Lárnaca          |                                                    |
| 18:00 (CET)           | Violari 1', 28' | Reporte   | Danelia 44' | Asistencia: 220 espectadores Árbitra: Jelena Kumer | Asistencia: 220 espectadores Árbitra: Jelena Kumer |

| 25 de febrero de 2025 | Malta      | 1:0 (1:0) | Andorra | Estadio Centenary, Ta' Qali                           |                                                       |
| 19:30 (CET)           | Zammit 11' | Reporte   |         | Asistencia: 612 espectadores Árbitra: Teresa Oliveira | Asistencia: 612 espectadores Árbitra: Teresa Oliveira |

| 4 de abril de 2025 | Georgia                            | 2:3 (0:3) | Malta                          | Estadio Mikheil Meskhi, Tiflis                            |                                                           |
| 17:00 (CEST)       | Bakradze 59' · Danelia 90+6' (pen) | Reporte   | Farrugia 27', 44' · Bugeja 30' | Asistencia: 853 espectadores Árbitra: Elvira Nurmustafina | Asistencia: 853 espectadores Árbitra: Elvira Nurmustafina |

| 4 de abril de 2025 | Chipre                    | 2:2 (1:1) | Andorra        | Estadio Dasaki, Achna                              |                                                    |
| 18:00 (CEST)       | Violari 11' · Michail 72' | Reporte   | Morató 7', 83' | Asistencia: 180 espectadores Árbitra: Eszter Urban | Asistencia: 180 espectadores Árbitra: Eszter Urban |

| 8 de abril de 2025 | Andorra                  | 2:1 (0:1) | Chipre          | Estadio Nacional de Andorra, Andorra la Vieja            |                                                          |
| 20:00 (CEST)       | Morató 84', 90+2' (pen.) | Reporte   | Aristodimou 30' | Asistencia: 407 espectadores Árbitra: Araksya Saribekyan | Asistencia: 407 espectadores Árbitra: Araksya Saribekyan |

| 8 de abril de 2025 | Malta                            | 2:1 (1:0) | Georgia        | Estadio Centenary, Ta' Qali                       |                                                   |
| 19:00 (CEST)       | Cuschieri 39' · Bugeja 60' (pen) | Reporte   | Kalandadze 84' | Asistencia: 620 espectadores Árbitra: Cansu Tryak | Asistencia: 620 espectadores Árbitra: Cansu Tryak |

| 30 de mayo de 2025 | Andorra | 1:2 (1:2) | Georgia                         | Estadio de la FAF, Encamp                           |                                                     |
| 19:00 (CEST)       | Ber 17' | Reporte   | Ambalia 12' · Mtskerashvili 28' | Asistencia: 513 espectadores Árbitra: Vesna Miletić | Asistencia: 513 espectadores Árbitra: Vesna Miletić |

| 30 de mayo de 2025 | Malta      | 1:0 (1:0) | Chipre | Estadio Nacional Ta' Qali, Ta' Qali                 |                                                     |
| 19:00 (CEST)       | Bugeja 42' | Reporte   |        | Asistencia: 1205 espectadores Árbitra: Sabina Bolić | Asistencia: 1205 espectadores Árbitra: Sabina Bolić |

| 3 de junio de 2025 | Andorra | 0:0     | Malta | Estadio de la FAF, Encamp                            |                                                      |
| 19:00 (CEST)       |         | Reporte |       | Asistencia: 470 espectadores Árbitra: Satu Miettunen | Asistencia: 470 espectadores Árbitra: Satu Miettunen |

| 3 de junio de 2025 | Georgia   | 1:2 (0:1) | Chipre                  | Estadio Mikheil Meskhi, Tiflis                         |                                                        |
| 19:00 (CEST)       | Bebia 54' | Reporte   | Hardy 27' · Violari 49' | Asistencia: 627 espectadores Árbitra: Martina Molinaro | Asistencia: 627 espectadores Árbitra: Martina Molinaro |

### Grupo C3
| Pos. | Equipo         | Pts. | PJ | G | E | P | GF | GC | Dif. | Clasificación     |
| ---- | -------------- | ---- | -- | - | - | - | -- | -- | ---- | ----------------- |
| 1    | Luxemburgo (A) | 16   | 6  | 5 | 1 | 0 | 20 | 6  | +14  | Asciende a Liga B |
| 2    | Kazajistán     | 10   | 6  | 3 | 1 | 2 | 14 | 9  | +5   |                   |
| 3    | Armenia        | 7    | 6  | 2 | 1 | 3 | 13 | 11 | +2   |                   |
| 4    | Liechtenstein  | 1    | 6  | 0 | 1 | 5 | 5  | 26 | −21  |                   |

 Fuente: UEFA
| 21 de febrero de 2025 | Armenia                                                                 | 6:1 (3:0) | Liechtenstein | Estadio de la Academia de Fútbol Armavir, Armavir |                                                  |
| 11:30 (CET)           | Artin 7' · Pizlova 13' · Kazanchian 44', 53', 71' · Dallakyan 51' (pen) | Reporte   | Risch 52'     | Asistencia: 80 espectadores Árbitra: Tjaša Misja  | Asistencia: 80 espectadores Árbitra: Tjaša Misja |

| 21 de febrero de 2025 | Luxemburgo                            | 2:2 (0:2) | Kazajistán             | Stade Émile Mayrisch, Esch-sur-Alzette            |                                                   |
| 19:30 (CET)           | Estévez García 50' (pen) · Miller 73' | Reporte   | Nizamutdinova 34', 41' | Asistencia: 530 espectadores Árbitra: Rita Vehapi | Asistencia: 530 espectadores Árbitra: Rita Vehapi |

| 25 de febrero de 2025 | Armenia                             | 2:0 (1:0) | Kazajistán | Estadio de la Academia de Fútbol Armavir, Armavir |                                                 |
| 14:30 (CET)           | Karazgezian 15' · Pizlova 56' (pen) | Reporte   |            | Asistencia: 90 espectadores Árbitra: Oxana Cruc   | Asistencia: 90 espectadores Árbitra: Oxana Cruc |

| 25 de febrero de 2025 | Luxemburgo                                                                                                | 7:0 (3:0) | Liechtenstein | Stade Émile Mayrisch, Esch-sur-Alzette                   |                                                          |
| 19:30 (CET)           | Jorge 16', 39' · Thompson 44' · Estévez García 48' (pen) · Barbosa Abreu 68' · Miller 75' · C. Schmit 87' | Reporte   |               | Asistencia: 394 espectadores Árbitra: Jeļena Jermolajeva | Asistencia: 394 espectadores Árbitra: Jeļena Jermolajeva |

| 4 de abril de 2025 | Armenia        | 1:3 (1:2) | Luxemburgo                       | Estadio de la Academia de Fútbol de Ereván, Ereván   |                                                      |
| 13:00 (CEST)       | Karagezian 30' | Reporte   | Thompson 4', 50' · C. Schmit 20' | Asistencia: 200 espectadores Árbitra: Melissa Burgin | Asistencia: 200 espectadores Árbitra: Melissa Burgin |

| 4 de abril de 2025 | Liechtenstein | 0:4 (0:3) | Kazajistán                                                  | Sportpark Eschen-Mauren, Eschen                      |                                                      |
| 17:30 (CEST)       |               | Reporte   | Nurusheva 5', 36' (pen.) · Berikova 26' · Bibossynova 90+4' | Asistencia: 412 espectadores Árbitra: Mariia Glekova | Asistencia: 412 espectadores Árbitra: Mariia Glekova |

| 8 de abril de 2025 | Kazajistán                          | 3:2 (0:0) | Armenia          | Astana Arena, Astaná                               |                                                    |
| 15:00 (CEST)       | Bibossynova 48', 55' · Aitymova 71' | Reporte   | Davtyan 63', 66' | Asistencia: 300 espectadores Árbitra: Sabina Bolić | Asistencia: 300 espectadores Árbitra: Sabina Bolić |

| 8 de abril de 2025 | Liechtenstein          | 2:3 (1:2) | Luxemburgo                    | Sportpark Eschen-Mauren, Eschen                           |                                                           |
| 17:30 (CEST)       | Risch 31' · Kindle 61' | Reporte   | Thompson 11', 14' · Jorge 77' | Asistencia: 384 espectadores Árbitra: Anastasiya Romanyuk | Asistencia: 384 espectadores Árbitra: Anastasiya Romanyuk |

| 30 de mayo de 2025 | Kazajistán                                            | 4:0 (1:0) | Liechtenstein | Estadio Central, Almatý                            |                                                    |
| 14:00 (CEST)       | Berikova 44', 55' · Turlybekova 46' · Zhanatayeva 57' | Reporte   |               | Asistencia: 282 espectadores Árbitra: Anna Adamska | Asistencia: 282 espectadores Árbitra: Anna Adamska |

| 30 de mayo de 2025 | Luxemburgo                            | 2:0 (2:0) | Armenia | Estadio rue Henri Dunant, Beggen                               |                                                                |
| 19:00 (CEST)       | Thompson 14' · Lourenco Magalhães 36' | Reporte   |         | Asistencia: 1156 espectadores Árbitra: Frederikke Lydia Søkjær | Asistencia: 1156 espectadores Árbitra: Frederikke Lydia Søkjær |

| 3 de junio de 2025 | Kazajistán       | 1:3 (1:0) | Luxemburgo                               | Estadio Central, Almatý                              |                                                      |
| 19:00 (CEST)       | Zhumabaikyzy 15' | Reporte   | Miller 52' · Dos Santos 59' · Miny 90+3' | Asistencia: 342 espectadores Árbitra: Victoria Beyer | Asistencia: 342 espectadores Árbitra: Victoria Beyer |

| 3 de junio de 2025 | Liechtenstein             | 2:2 (1:1) | Armenia                     | Sportpark Eschen-Mauren, Eschen                    |                                                    |
| 19:00 (CEST)       | Hürlimann 5' · Göppel 61' | Reporte   | Dallakyan 10' · Davtyan 89' | Asistencia: 423 espectadores Árbitra: Abbie Hendry | Asistencia: 423 espectadores Árbitra: Abbie Hendry |

### Grupo C4
| Pos. | Equipo         | Pts. | PJ | G | E | P | GF | GC | Dif. | Clasificación     |
| ---- | -------------- | ---- | -- | - | - | - | -- | -- | ---- | ----------------- |
| 1    | Montenegro (A) | 8    | 4  | 2 | 2 | 0 | 5  | 2  | +3   | Asciende a Liga B |
| 2    | Azerbaiyán     | 5    | 4  | 1 | 2 | 1 | 3  | 6  | −3   |                   |
| 3    | Lituania       | 3    | 4  | 1 | 0 | 3 | 6  | 6  | 0    |                   |

 Fuente: UEFA
| 21 de febrero de 2025 | Azerbaiyán | 0:0     | Montenegro | Dalga Arena, Bakú                                         |                                                           |
| 12:00 (CET)           |            | Reporte |            | Asistencia: 40 espectadores Árbitra: Tatyana Sorokopudova | Asistencia: 40 espectadores Árbitra: Tatyana Sorokopudova |

| 25 de febrero de 2025 | Montenegro       | 3:1 (2:1) | Lituania    | Stadion kraj Bistrice, Nikšić                                 |                                                               |
| 14:00 (CET)           | Kuč 2', 37', 57' | Reporte   | Galkina 29' | Asistencia: 200 espectadores Árbitra: Mzevinari Sharashanidze | Asistencia: 200 espectadores Árbitra: Mzevinari Sharashanidze |

| 4 de abril de 2025 | Lituania | 0:2 (0:1) | Azerbaiyán                  | Estadio LFF, Vilna                                   |                                                      |
| 17:30 (CEST)       |          | Reporte   | Manya 20' · Mirzaliyeva 55' | Asistencia: 447 espectadores Árbitra: Marina Zechner | Asistencia: 447 espectadores Árbitra: Marina Zechner |

| 8 de abril de 2025 | Montenegro           | 1:1 (0:0) | Azerbaiyán    | Stadion kraj Bistrice, Nikšić                        |                                                      |
| 18:00 (CEST)       | Djoković 90+2' (pen) | Reporte   | Mollayeva 54' | Asistencia: 200 espectadores Árbitra: Marta San Juan | Asistencia: 200 espectadores Árbitra: Marta San Juan |

| 30 de mayo de 2025 | Azerbaiyán | 0:5 (0:4) | Lituania                                                                | Bayil Arena, Bakú                                        |                                                          |
| 16:00 (CEST)       |            | Reporte   | Jonusaite 3', 30' · Griksaite 10' · Lazdauskaite 42' · Romanovskaja 48' | Asistencia: 2500 espectadores Árbitra: Sapir Gaya Berman | Asistencia: 2500 espectadores Árbitra: Sapir Gaya Berman |

| 3 de junio de 2025 | Lituania | 0:1 (0:0) | Montenegro | Estadio LSC Druskininkai, Druskininkai                 |                                                        |
| 19:00 (CEST)       |          | Reporte   | Dešić 67'  | Asistencia: 783 espectadores Árbitra: Liudmyla Telbukh | Asistencia: 783 espectadores Árbitra: Liudmyla Telbukh |

### Grupo C5
| Pos. | Equipo     | Pts. | PJ | G | E | P | GF | GC | Dif. | Clasificación     |
| ---- | ---------- | ---- | -- | - | - | - | -- | -- | ---- | ----------------- |
| 1    | Israel (A) | 10   | 4  | 3 | 1 | 0 | 12 | 5  | +7   | Asciende a Liga B |
| 2    | Estonia    | 4    | 4  | 1 | 1 | 2 | 2  | 6  | −4   |                   |
| 3    | Bulgaria   | 2    | 4  | 0 | 2 | 2 | 4  | 7  | −3   |                   |

 Fuente: UEFA
| 21 de febrero de 2025 | Bulgaria    | 1:3 (1:2) | Israel                             | Estadio Ovcha Kupel, Sofía                               |                                                          |
| 13:30 (CET)           | Petrova 36' | Reporte   | Awad 39' · Sommer 40' · Avital 63' | Asistencia: 177 espectadores Árbitra: Milica Milovanović | Asistencia: 177 espectadores Árbitra: Milica Milovanović |

| 25 de febrero de 2025 | Israel                                      | 3:1 (1:0) | Estonia   | Ménfői úti Stadion, Győr ( Hungría)                   |                                                       |
| 14:30 (CET)           | Selimhodzic 35' · Beard 48' · Kuznetsov 80' | Reporte   | Kirpu 78' | Asistencia: 0 espectadores Árbitra: Briet Bragadottir | Asistencia: 0 espectadores Árbitra: Briet Bragadottir |

| 4 de abril de 2025 | Estonia | 0:0     | Bulgaria | A. Le Coq Arena, Tallin                              |                                                      |
| 18:00 (CEST)       |         | Reporte |          | Asistencia: 457 espectadores Árbitra: Stacey Pearson | Asistencia: 457 espectadores Árbitra: Stacey Pearson |

| 8 de abril de 2025 | Israel                         | 3:3 (3:2) | Bulgaria                                | Budaörs Stadion, Budaörs ( Hungría)            |                                                |
| 13:00 (CEST)       | Avital 18' · Sommer 41', 45+4' | Reporte   | Ivanova 12' · Rasina 15' · Boycheva 50' | Asistencia: 0 espectadores Árbitra: Sara Telek | Asistencia: 0 espectadores Árbitra: Sara Telek |

| 30 de mayo de 2025 | Estonia | 0:3 (0:1) | Israel                                         | Estadio Kadriorg, Tallin                                  |                                                           |
| 17:00 (CEST)       |         | Reporte   | Selimhodzic 39' · Cohen 75' · Ben Israel 90+5' | Asistencia: 583 espectadores Árbitra: Charlotte Carpenter | Asistencia: 583 espectadores Árbitra: Charlotte Carpenter |

| 3 de junio de 2025 | Bulgaria | 0:1 (0:0) | Estonia     | Estadio Ovcha Kupel, Sofía                              |                                                         |
| 19:00 (CEST)       |          | Reporte   | Teern 90+1' | Asistencia: 470 espectadores Árbitra: Ioanna Allayiotou | Asistencia: 470 espectadores Árbitra: Ioanna Allayiotou |

### Grupo C6
| Pos. | Equipo              | Pts. | PJ | G | E | P | GF | GC | Dif. | Clasificación            |
| ---- | ------------------- | ---- | -- | - | - | - | -- | -- | ---- | ------------------------ |
| 1    | Letonia (A)         | 8    | 4  | 2 | 2 | 0 | 6  | 4  | +2   | Asciende a Liga B        |
| 2    | Kosovo              | 7    | 4  | 2 | 1 | 1 | 9  | 3  | +6   | Play-offs por el ascenso |
| 3    | Macedonia del Norte | 1    | 4  | 0 | 1 | 3 | 2  | 10 | −8   |                          |

 Fuente: UEFA
| 21 de febrero de 2025 | Macedonia del Norte | 0:4 (0:1) | Kosovo                                 | Centro de Entrenamiento Petar Miloševski, Skopie       |                                                        |
| 14:00 (CET)           |                     | Reporte   | Biqkaj 6', 49' · Fetaj 65' · Metaj 67' | Asistencia: 197 espectadores Árbitra: Emilie Torkelsen | Asistencia: 197 espectadores Árbitra: Emilie Torkelsen |

| 25 de febrero de 2025 | Kosovo | 0:1 (0:0) | Letonia       | Estadio Fadil Vokrri, Pristina                            |                                                           |
| 14:00 (CET)           |        | Reporte   | Zaičikova 51' | Asistencia: 110 espectadores Árbitra: Maïka Vanderstichel | Asistencia: 110 espectadores Árbitra: Maïka Vanderstichel |

| 4 de abril de 2025 | Macedonia del Norte | 1:2 (1:1) | Letonia         | Centro de Entrenamiento Petar Miloševski, Skopie     |                                                      |
| 15:00 (CEST)       | Maksuti 31'         | Reporte   | Miksone 2', 81' | Asistencia: 100 espectadores Árbitra: Hanna Laajanen | Asistencia: 100 espectadores Árbitra: Hanna Laajanen |

| 8 de abril de 2025 | Kosovo                       | 3:0 (0:0) | Macedonia del Norte | Estadio Fadil Vokrri, Pristina                           |                                                          |
| 15:00 (CEST)       | Biqkaj 50', 66' · Memeti 85' | Reporte   |                     | Asistencia: 100 espectadores Árbitra: Jurgita Mačikunytė | Asistencia: 100 espectadores Árbitra: Jurgita Mačikunytė |

| 30 de mayo de 2025 | Letonia     | 1:1 (0:1) | Macedonia del Norte | LNK Sporta Parks, Riga                                        |                                                               |
| 18:00 (CEST)       | Ševcova 65' | Reporte   | Meyer 16'           | Asistencia: 321 espectadores Árbitra: Mzevinari Sharashanidze | Asistencia: 321 espectadores Árbitra: Mzevinari Sharashanidze |

| 3 de junio de 2025 | Letonia                    | 2:2 (2:2) | Kosovo                  | LNK Sporta Parks, Riga                                        |                                                               |
| 19:00 (CEST)       | Misini 17' · Miksone 45+2' | Reporte   | Smaili 20' · Memeti 31' | Asistencia: 401 espectadores Árbitra: Elisabet Calvo Valentín | Asistencia: 401 espectadores Árbitra: Elisabet Calvo Valentín |

### Ranking de los segundos puestos
Debido a los diferentes tamaños de los grupos en la Liga C, los resultados contra los equipos que ocupan el cuarto lugar no se consideran al comparar a los equipos que ocupan el segundo lugar.
| Pos. | Equipo      | Pts. | PJ | G | E | P | GF | GC | Dif. | Clasificación            |
| ---- | ----------- | ---- | -- | - | - | - | -- | -- | ---- | ------------------------ |
| 1    | Chipre      | 9    | 4  | 3 | 0 | 1 | 6  | 4  | +2   | Play-offs por el ascenso |
| 2    | Kosovo      | 7    | 4  | 2 | 1 | 1 | 9  | 3  | +6   | Play-offs por el ascenso |
| 3    | Azerbaiyán  | 5    | 4  | 1 | 2 | 1 | 3  | 6  | −3   |                          |
| 4    | Islas Feroe | 4    | 4  | 1 | 1 | 2 | 4  | 6  | −2   |                          |
| 5    | Kazajistán  | 4    | 4  | 1 | 1 | 2 | 6  | 9  | −3   |                          |
| 6    | Estonia     | 4    | 4  | 1 | 1 | 2 | 2  | 6  | −4   |                          |

 Fuente: UEFA

## Promoción de ascenso y descenso
Los emparejamientos de los partidos de ascenso y descenso se determinaron mediante sorteo el 6 de junio de 2025. El sorteo de la eliminatoria de ascenso-descenso de la UEFA Women's Nations League ha fijado seis eliminatorias a doble partido que se jugarán entre el 24 y el 28 de octubre de 2025 para definir las ligas de los Clasificatorios Europeos Femeninos.

### Liga A vs Liga B
| Equipo 1          | Agr. | Equipo 2  | Ida    | Vuelta |
| ----------------- | ---- | --------- | ------ | ------ |
| Irlanda del Norte | 1    | Islandia  | 24 Oct | 28 Oct |
| Finlandia         | 2    | Dinamarca | 24 Oct | 28 Oct |
| Irlanda           | 3    | Bélgica   | 24 Oct | 28 Oct |
| República Checa   | 4    | Austria   | 24 Oct | 28 Oct |

### Liga B vs Liga C
| Equipo 1 | Agr. | Equipo 2 | Ida    | Vuelta |
| -------- | ---- | -------- | ------ | ------ |
| Chipre   | 5    | Albania  | 24 Oct | 28 Oct |
| Kosovo   | 6    | Turquía  | 24 Oct | 28 Oct |